# Hectic
Hectic è il primo disco degli Operation Ivy pubblicato dalla Lookout! Records nel 1988.

## Il disco
Si tratta di un EP da 45 giri registrato alla fine del 1987 in circa 9 ore, come riportato sul retro della custodia del disco. Le tracce di questo pezzo di storia della musica punk, poi, nel 1991 furono aggiunte alle 19 tracce dell'LP Energy, per andare a formare Energy in versione cd, che contiene quindi le proprie 19 tracce originali, le 6 tracce di Hectic, e le due tracce degli Operation Ivy presenti sulla compilation Turn It Around!.

## Tracce

### Lato A
1. Junkie's Runnin' Dry - 2:03
2. Here We Go Again - 2:04
3. Hoboken - 1:10

### Lato B
1. Yellin' In My Ear - 1:31
2. Sleep Long - 2:06
3. Healthy Body - 1:04

## Formazione
1. Jesse Michaels - voce
2. Lint (Tim Armstrong) - chitarra
3. Matt McCall (Matt Freeman) - basso
4. Dave Mello - batteria